# Polymerurus macracanthus
Polymerurus macracanthus är en djurart som tillhör fylumet bukhårsdjur, och som först beskrevs av Robert Lauterborn 1894.  Polymerurus macracanthus ingår i släktet Polymerurus och familjen Chaetonotidae. Inga underarter finns listade i Catalogue of Life.